# Rajd Genewy 1967

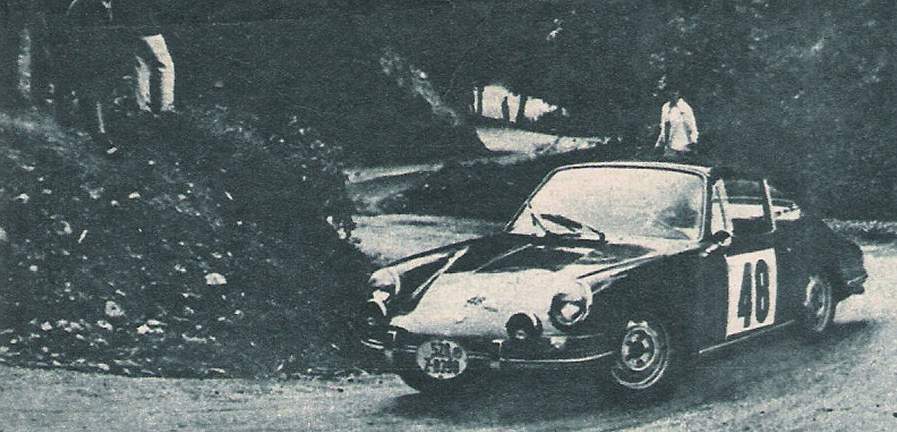
Sobiesław Zasada podczas Rajdu Genewy 1967 zajął 6 miejsce

Rajd Genewy 1967 (35. Rallye de Genève) – 35. edycja rajdu samochodowego Rajdu Genewskiego rozgrywanego w Szwajcarii. Rozgrywany był od 15 do 18 czerwca 1967 roku. Była to dziewiąta runda Rajdowych Mistrzostw Europy w roku 1967.

## Klasyfikacja rajdu
| Miejsce                     | Kierowca                    | Pilot                       | Samochód                    | Czas                        | Strata                      |                             |
| Klasyfikacja generalna, ERC | Klasyfikacja generalna, ERC | Klasyfikacja generalna, ERC | Klasyfikacja generalna, ERC | Klasyfikacja generalna, ERC | Klasyfikacja generalna, ERC | Klasyfikacja generalna, ERC |
| --------------------------- | --------------------------- | --------------------------- | --------------------------- | --------------------------- | --------------------------- | --------------------------- |
| 1.                          | Vic Elford                  | David Stone                 | Porsche 911 S               | 1:47                        | 0.0                         |                             |
| 2.                          | Sandro Munari               | Georges Harris              | Lancia Fulvia HF            | 2:47                        | +1:00                       |                             |
| 3.                          | Tony Fall                   | Mike Wood                   | BMC Mini Cooper S           | 3:25                        | +1:38                       |                             |
| 4.                          | Jean-Pierre Hanrioud        | Jean-Claude Syda            | Porsche 911 S               | 5:58                        | +4:11                       |                             |
| 5.                          | Julien Vernaeve             | Henry Liddon                | BMC Mini Cooper S           | 6:41                        | +4:54                       |                             |
| 6.                          | Sobiesław Zasada            | Jerzy Dobrzański            | Porsche 912                 | 9:07                        | +7:20                       |                             |
| 7.                          | Terry Hunter                | John Davenport              | Porsche 911                 | 9:35                        | +7:48                       |                             |
| 8.                          | Claude Haldi                | Guido Haberthur             | Porsche 912                 | 13:03                       | +11:16                      |                             |
| 9.                          | Dieter Lambart              | Hans Vogt                   | Opel Kadett                 | 16:18                       | +14:31                      |                             |
| 10.                         | Bob Neyret                  | Jacques Terramorsi          | Citroën DS 21               | 18:16                       | +16:29                      |                             |